# Јасухару Курата
Јасухару Курата (јап. 倉田 安治; 1. фебруар 1963) бивши је јапански фудбалер.

## Каријера
Током каријере је играо за Хонда и Јомиури.

## Репрезентација
За репрезентацију Јапана дебитовао је 1986. године. За тај тим је одиграо 6 утакмица.

## Статистика
| Јапан  | Јапан   | Јапан  |
| Година | Наступи | Голови |
| ------ | ------- | ------ |
| 1986.  | 1       | 0      |
| 1987.  | 5       | 0      |
| Укупно | 6       | 0      |